# 6718 Beiglböck
6718 Beiglböck è un asteroide della fascia principale. Scoperto nel 1990, presenta un'orbita caratterizzata da un semiasse maggiore pari a 2,9114079 UA e da un'eccentricità di 0,0672138, inclinata di 1,55275° rispetto all'eclittica.